# Caineprisen
Caineprisen for afrikansk skrivning, ofte omtalt som "Caineprisen," er en prestigefyldt litteraturpris, der årligt uddeles for enestående korte historier skrevet af afrikanske forfattere. Prisen blev grundlagt i 2000 til ære for Sir Michael Harris Caine, der var en stor støtte af afrikansk litteratur.

## Formål
Caineprisen sigter mod at fremme afrikansk litteratur og give global opmærksomhed til kontinentets rige tradition for historiefortælling. Prisen er ofte blevet sammenlignet med Bookerprisen for sin indflydelse inden for litteraturen.

## Udvælgelsesproces
Historierne, der bliver nomineret til Caineprisen, skal være skrevet på engelsk eller oversat til engelsk og være offentliggjort i de foregående fem år. Bidragene kan komme fra trykte medier eller onlinepublikationer. En uafhængig dommerpanel, som varierer år fra år, udvælger en shortlist på fem historier, før vinderen kåres.

## Prisen
Vinderen modtager en pengepræmie på £10.000, mens de øvrige forfattere på shortlisten får en mindre sum som anerkendelse. Vinderens historie bliver ofte genstand for internationale diskussioner og modtager betydelig opmærksomhed i litterære kredse.

## Tidligere vindere
Caineprisen har gennem årene skabt platforme for mange talentfulde forfattere, der senere har opnået stor anerkendelse. Nogle af de mest kendte tidligere vindere inkluderer:
- Leila Aboulela (2000) for "The Museum"
- Helon Habila (2001) for "Love Poems"
- Chimamanda Ngozi Adichie (2002, shortlist)
- Namwali Serpell (2015) for "The Sack"

## Betydning
Caineprisen har været med til at sætte fokus på afrikansk litteratur og bringe forfattere fra kontinentet til verdensscenen. Prisen har også inspireret yngre generationer af afrikanske forfattere til at udvikle deres håndværk og dele deres historier med et bredere publikum.